# Primera Fuerza 1915/16
Die Saison 1915/16 war die 14. Spielzeit der in Mexiko eingeführten Fußball-Liga, die in der Anfangszeit unter dem Begriff Primera Fuerza firmierte.

## Veränderungen
Erstmals dabei waren in dieser Spielzeit die Mannschaften des Centro Deportivo Español sowie des Junior Club. Während Deportivo Español die Saison mit nur 2 Punkten abgeschlagen auf dem letzten Platz beendete, belegte der Junior Club mit einer positiven Bilanz (12–8 Punkte) den dritten Rang.

## Teilnehmer
| Mannschaft            | Stadt                  |
| --------------------- | ---------------------- |
| Deportivo Español     | Mexiko-Stadt           |
| Club España           | Mexiko-Stadt           |
| Junior Club           | Mexiko-Stadt           |
| Club México           | San Pedro de los Pinos |
| Pachuca Athletic Club | Pachuca de Soto        |
| Rovers FC             | Mexiko-Stadt           |

## Abschlusstabelle 1915/16
| Pl. | Verein                | Tore  | Diff. | Punkte |
| --- | --------------------- | ----- | ----- | ------ |
| 1.  | Club España           | 27:03 | +24   | 16:04  |
| 2.  | Pachuca Athletic Club | 14:07 | +07   | 13:07  |
| 3.  | Junior Club           | 13:07 | +06   | 12:08  |
| 4.  | Rovers FC             | 08:13 | –05   | 10:10  |
| 5.  | Club México           | 07:10 | –03   | 07:13  |
| 6.  | Deportivo Español     | 02:31 | –29   | 02:18  |

## Kreuztabelle
Die Kreuztabelle stellt die bekannten Ergebnisse dieser Saison dar. Die Heimmannschaft ist in der linken Spalte aufgelistet und die Gastmannschaft in der obersten Reihe.
| 1915/16 | 1915/16           | ESP | PAC | JUN | ROV | MEX | D.E. |
| 1.      | Club España       |     | 3:0 | 3:0 | 6:0 | 2:0 | 8:0  |
| 2.      | Pachuca AC        | 0:2 |     | ?   | 1:0 | 3:1 | ?    |
| 3.      | Junior Club       | 3:0 | 0:1 |     | 3:0 | 0:1 | 1:0  |
| 4.      | Rovers FC         | 0:0 | ?   | 1:2 |     | 1:0 | ?    |
| 5.      | Club México       | 0:0 | ?   | ?   | ?   |     | 3:0  |
| 6.      | Deportivo Español | 0:3 | 0:1 | 0:4 | 0:1 | ?   |      |